# Melanie Kretschmann

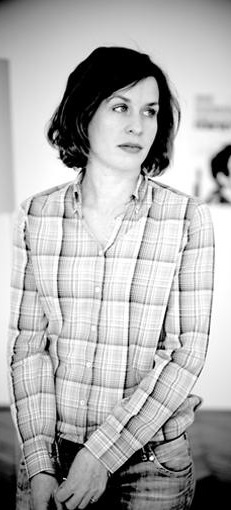
Melanie Kretschmann (2013)

Melanie Kretschmann (* 1975 in Hamburg) ist eine deutsche Theaterschauspielerin und Regisseurin. Seit der Spielzeit 2013/14 ist sie Mitglied des Ensembles des Schauspiel Köln.

## Leben
Melanie Kretschmann studierte nach dem Abitur Sozialpädagogik. Sie erhielt zwischen 1994 und 1996 eine Ausbildung im klassischen und zeitgenössischen Tanz in Hamburg und an der Theaterschule Lassaàd-LeCoq in Brüssel und studierte anschließend bis 1998 an der Hochschule für Musik und Theater „Felix Mendelssohn Bartholdy“ Leipzig.
Sie wirkte 1997 bei dem Stück Sechs hässliche Töchter auf Kampnagel Hamburg und bei den Wiener Festwochen mit. Es folgten Engagements in der Baracke Berlin, den Wiener Festwochen und dem Schauspiel Frankfurt.
Von 2000 bis 2003 war sie festes Ensemblemitglied am Theater Basel. In den Jahren 2004–2007 arbeitete sie als freie Schauspielerin am Deutschen Theater Berlin, sowie am Maxim Gorki Theater Berlin und Düsseldorfer Schauspielhaus. Ab 2007 war Melanie Kretschmann Ensemble des Wiener Burgtheaters. Sie gastierte regelmäßig auf Kampnagel Hamburg, der Garage X in Wien, dem Hebbel am Ufer Berlin und dem Schauspielhaus Wien.
Neben ihrer Tätigkeit auf der Bühne steht Kretschmann auch vor der Kamera. 2009 spielte sie an der Seite von Helmut Berger im Spielfilm Blutsfreundschaft.
Seit der Spielzeit 2013/14 ist sie Ensemblemitglied am Schauspiel Köln und freie Regisseurin.
Melanie Kretschmann ist mit dem Regisseur und Kölner Intendanten Stefan Bachmann verheiratet. Das Paar hat drei Söhne und eine Tochter. Sie ist die Cousine der Schauspieler Marek Harloff und Fabian Harloff.
Aufsehen erregten im Jahr 2018 Mobbing-Vorwürfe gegen Kretschmann. Laut Schauspielern soll sie unter Deckung ihres Ehemannes eine belastende Arbeitsatmosphäre am Kölner Theater verschuldet haben, was sie indes zurückwies.
Neben ihrer Tätigkeit als Schauspielerin im Schauspiel Köln leitet sie das Projekt CARLsGARTEN, in dessen Rahmen Urbaner Gartenbau im Carlswerk in Köln-Mülheim direkt neben dem sogenannten „Depot“ des Schauspielhauses betrieben wird. Melanie Kretschmann ist seit 2015 Mitglied der Deutschen Akademie der Darstellenden Künste.

## Filmografie
- 1999: Wohin (Kurzfilm)
- 2000: Die Rettungsflieger, (TV-Serie), ZDF
- 2006: Kobold (Kurzfilm), Regie: Antje Majewski
- 2007: Dekonditionierung, Regie: Antje Majewski
- 2009: Blutsfreundschaft, Regie: Peter Kern[8]
- 2010: Kottan ermittelt: Rien ne va plus, Regie: Peter Patzak[9]
- 2010: Literarisches Quartett
- 2012: Das ist es was immer mit den Menschen los und mit den Tieren nicht los ist
- 2012: Diamantenfieber oder Kauf dir einen bunten Luftballon, Regie: Peter Kern
- 2013: Ein kleiner Augenblick des Glücks, Regie: Thomas Moritz Helm

## Theater (Auszug)
- Sechs Hässliche Töchter inc. (Rolle: Adela) – Regie: Ute Rauwald 1998[10][11]
- Killed by P (Rolle: Penthesilea) – Regie: Ute Rauwald[12][13]
- Showdown Ifigenie – Regie: Ute Rauwald im Thalia Theater Hamburg 1999
- Auf der Greifswalderstraße von Roland Schimmelpfennig – Regie: Jürgen Gosch im Deutsches Theater Berlin
- Liebe Kannibalen von Jean-Luc Godard – Regie: Stefan Bachmann im Thalia Theater
- Hörst Du mein heimliches Rufen – Regie: Stefan Bachmann im Schauspielhaus Düsseldorf[14]
- Das Elend der Welt – Regie: Thomas Kruppa im Schauspielhaus Düsseldorf
- Die schmutzigen Hände – Regie: Nicolas Stemann am Theater Basel
- Dantons Tod – Regie: Nicolas Stemann am Theater Basel
- Franziska von Frank Wedekind – Regie: Stefan Bachmann am Theater Basel
- Der Fall Esra, basierend auf dem Roman Esra von Maxim Biller – Regie: Angela Richter auf Kampnagel in Hamburg
- Berghain Boogie Woogie – Regie: Angela Richter im Hebbel-Theater[15]
- Vive la crise! – Regie: Angela Richter im Garage X
- Leiwand Empire – Regie: Angela Richter im Garage X
- Liebe Deinen Untergang – Regie: Angela Richter im Theater Oberhausen
- Assassinate Assange/Assassinate Assange Reloaded (als Julian Assange und Anna Ardin), wobei sie maßgeblich mit Regisseurin Angela Richter an der Gestaltung zusammengearbeitet hat.
- Brain and Beauty (als Die Patientin) – Regie: Angela Richter am Schauspiel Köln[16]
- Winterreise (in insgesamt sechs verschiedenen Rollen) von Elfriede Jelinek – Regie: Stefan Bachmann am Akademietheater Wien[17]
- Lorenzaccio (als Marchesa Cibo, Salviati, Pferd und Gast) – Regie: Stefan Bachmann
- Trilogie des Wiedersehens (als Marlies und Malerin) von Botho Strauß – Regie: Stefan Bachmann
- Verbrennungen (als Jeanne) am Schauspiel Köln
- Der Streik (als Dagny Taggert) nach dem Roman von Ayn Rand – Regie: Stefan Bachmann am Schauspiel Köln
- Genesis (als Lots Tochter/Rebecca/Naftali) – Regie: Stefan Bachmann am Schauspiel Köln
- Helenes Fahrt in den Himmel – Regie: Jens Albinus am Schauspiel Köln[18]
- Habe die Ehre von Ibrahim Amir – Regie: Stefan Bachmann am Schauspiel Köln[19]
- The Shadow (als Der Schatten) SchauspielKoeln / Kampnagel – Regie: Adam Traynor/Chilly Gonzales[20]
- Parzival (Rolle: Herzeloyde / Conduiramour / Kundri) – Regie: Stefan Bachmann am Schauspiel Köln[21]
- Wie es Euch gefällt (Rolle: Celia) – Regie: Roger Vontobel
- Geschichten aus dem Wiener Wald (Rolle: Valerie) – Regie: Stefan Bachmann am Schauspiel Köln
- Umbettung (Rolle: Katie) – Regie: Jens Albinus am Schauspiel Köln
- Geächtet (Rolle: Emily) von Ayad Akhtar – Regie: Stefan Bachmann am Schauspiel Köln[22]
- Tyll (Rolle: Elisabeth Stuart u. a.) Uraufführung nach dem Roman von Daniel Kehlmann – Regie: Stefan Bachmann am Schauspiel Köln[23]
- Ein grüner Junge (Rolle: Katerina Nikolajewna und Mutter Sofjanach) nach Dostojewski – Regie: Frank Castorf am Schauspiel Köln[24]
- Medea (Rolle: Medea) nach Hans Henny Jahnn – Regie: Robert Borgmann am Schauspiel Köln[25]
- Vögel von Wajdi Mouawads (Rolle Norah Zimmermann) – Regie: Stefan Bachmann[26][27]
- Aus dem bürgerlichen Heldenleben – Regie: Frank Castorf nach Romanen von Carl Sternheim am Schauspiel Köln. Rollen Louise Maske, Sophie Maske u. a.[28][29][30]
- Don Karlos von Friedrich Schiller (Rolle: Elisabeth von Valois) am Schauspiel Köln, ausgestrahlt vom WDR – Regie: Jürgen Flimm
- Reich des Todes von Rainald Goetz am D’haus und SchauspielKoeln (Rolle: Pinsk) – Regie: Stefan Bachmann
- Der endlose Sommer von Madame Nielsen (Rolle: Die Frau) – Regie: Lucia Biehler am Schauspiel Köln Juni 2021
- Der Eingebildete Kranke von Molière (Rolle: Toinette) – Regie: Stefan Bachmann
- Johann Holtrop von Rainald Goetz (Rolle: Johann Holtrop) – Regie: Stefan Bachmann, Koproduktion SchauspielKoeln und Düsseldorfer Schauspielhaus[31]
- Eigentum „Let`s face it we`re fucked“ von Thomas Köck – Regie: Marie Bues Uraufführung 29. September 2023
- „Akins Traum vom osmanischen Reich“ Uraufführung von Akin Emanuel Şipal (Rollen: Traum/Edith/Safiye)- Regie: Stefan Bachmann, SchauspielKoeln

## Inszenierungen
- 2017 Wir wollen Plankton sein[32][33][34] Uraufführung Text von Julian Pörksen am Schauspiel Köln
- 2018 Rot[35] von John Logan Deutsch von Corinna Brocher, Musik von Gregor Schwellenbach am Schauspiel Köln in Zusammenarbeit mit dem Museum Ludwig
- 2019 Kinder der Nacht[36][37][38][39] nach dem Roman Les Enfantes Terribles von Jean Cocteau nach einer Bühnenfassung von Helene Hegemann

## Sonstiges
- 2014 Sprecherin in dem Hörspiel L.A. Blues von Tom Noga[40]
- 1992 Darstellerin in Douglas Gordon Monument to X 1992[41][42]

## Auszeichnungen
- Nestroy-Theaterpreis Beste deutschsprachige Aufführung[43] für Winterreise[44] von Elfriede Jelinek, inszeniert von Stefan Bachmann, Akademietheater
- 2012 Vienna Actor Award
- 2023 Nominierung für Deutscher Theaterpreis Der Faust für Johann Holtrop, Schauspiel Köln und D’haus